# Fiat 508 Balilla
La Fiat 508 Balilla è una vettura prodotta dalla FIAT negli anni trenta grazie a cui ebbe inizio la motorizzazione di massa in Italia.

## Il contesto
Il progetto fu attuato da diverse celebri figure dell'automobilismo di quegli anni: Tranquillo Zerbi, Antonio Fessia, Bartolomeo Nebbia e Dante Giacosa che costruirono una vettura dalle prestazioni di classe, ma dai costi relativamente contenuti. Il modello viene presentato alla Fiera di Milano il 12 aprile del 1932 in occasione del Salone dell'automobile e si caratterizzava soprattutto per il prezzo base di sole 10.800 lire.

## Fiat 508A e 508B
La prima 508 montava anteriormente il motore Fiat 108, un quattro cilindri in linea a valvole laterali da 995 cm³ di cilindrata, capace di sviluppare circa 20 CV a 3500 giri/min, accoppiato ad un cambio a tre marce non sincronizzate, che spingeva la versione berlina quattro posti, due porte a circa 80 km/h di velocità massima. La trazione è posteriore, il telaio è a longheroni e traverse con rinforzo centrale a X, i freni sono a tamburo su tutte e quattro le ruote con l'innovativo (per l'epoca) comando idraulico, le sospensioni sono ad assale rigido sia davanti che dietro, con molle a balestra e ammortizzatori idraulici a leva, e il serbatoio "a barilotto" a caduta è situato sotto al cofano.
Tale versione venne sostituita due anni dopo dalla Balilla a quattro marce e munita di una nuova carrozzeria leggermente aerodinamica a due o quattro porte. Tale versione venne indicata come Fiat 508B, quindi, per retroformazione, il precedente modello a 3 marce fu chiamato Fiat 508A. Nel parlare comune però nessuno negli anni '30 e '40 le chiamava 508A o 508B bensì Balilla tre marce e Balilla quattro marce.
Gli esemplari prodotti fra le varie serie dal 1932 al 1937 furono ben 112.000, complice il basso costo dell'auto, 10.800 lire contro le 18.500 della Fiat 509, che permise alla Fiat una produzione senza precedenti di questa fortunata realizzazione.

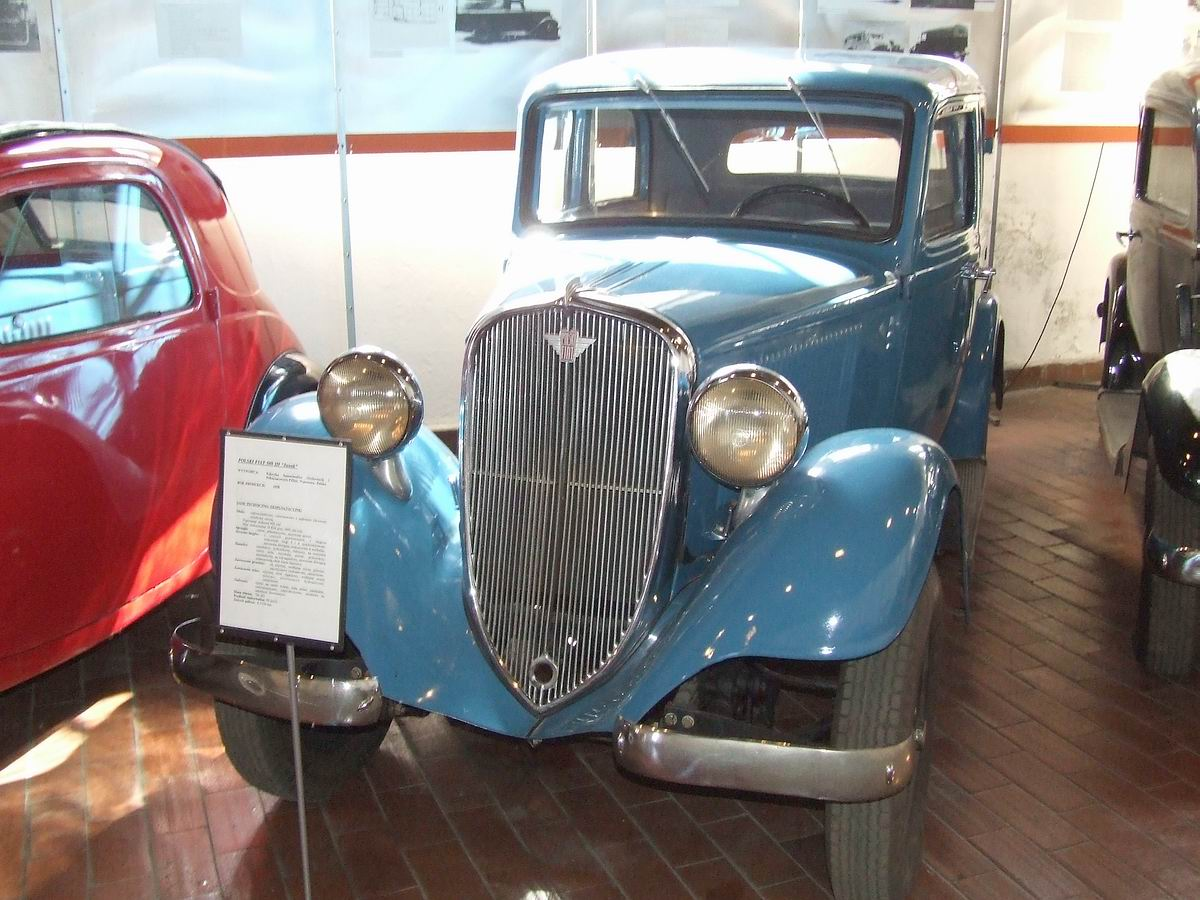
Il frontale della Polski-Fiat 508

Fu protagonista della motorizzazione delle forze armate negli anni trenta. Il Regio Esercito l'acquisì sia nella versione berlina (per gli ufficiali dei Reali Carabinieri), che nelle versioni Fiat 508M Torpedo Militare e Spider Militare come veicolo tattico.
La Balilla veniva prodotta negli stabilimenti torinesi del Lingotto e fu venduta in tante configurazioni diverseː berlina, spider, torpedo, coloniale, sport spider e berlinetta Mille Miglia, facendo anche la fortuna di molti carrozzieri che ne sfruttarono il telaio: ricordiamo in particolare Garavini, Savio, Balbo, Bertone, Casaro e Ghia. Nel 1939 Fioravante Zanussi prepara la Fiat 508 Sport di Alberto Comirato di Treviso, che vince il campionato Italiano di Categoria.
Tra i possessori di tale autovettura ci fu Gigi Meroni, estroso e sfortunato calciatore del Como e del Torino. L'automobile è stata recentemente restaurata.
Oltre che in Italia venne anche prodotta in Polonia, (dalla Polski-Fiat), in Francia (dalla neonata SIMCA-Fiat) in Cecoslovacchia (dalla Walter) e in Germania (dalla NSU-Fiat).

## La Fiat 508C "Nuova Balilla" 1100 e 508L

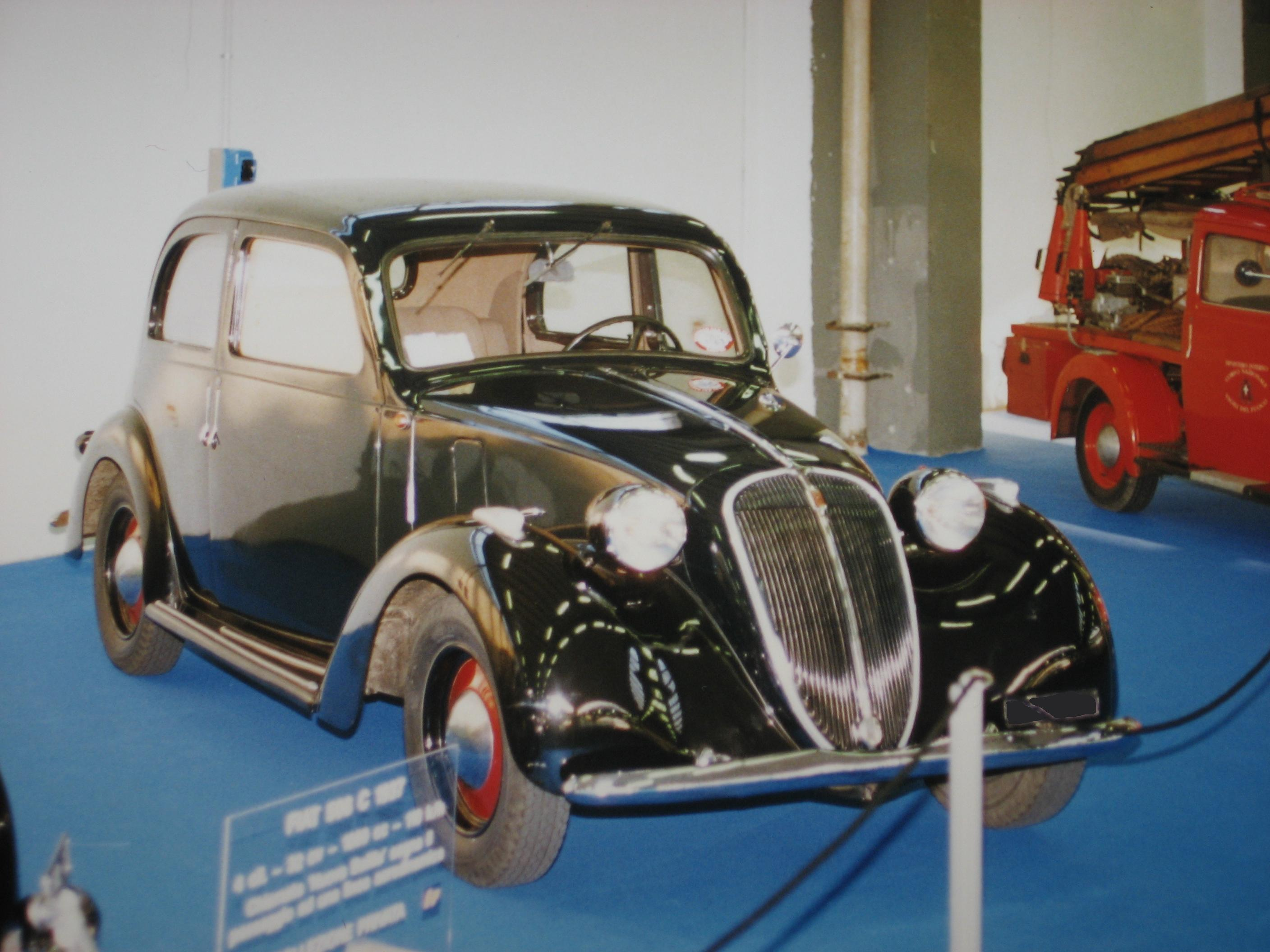
Una Fiat 508C berlina.

L'ultima delle Balilla fu la Fiat 508C, una vettura completamente nuova che la Fiat all'inizio denominò ufficialmente Nuova Balilla 1100 (si vedano i manifesti pubblicitari dell'epoca) ma che gli automobilisti chiamarono sempre e solo "1100". Presentata nel 1937 e rimasta in produzione fino al 1939, anno di lancio della Fiat 1100 vera e propria, costava 19.500 lire e fu prodotta in 57.000 esemplari nelle versioni Cabriolet, Berlina e Berlina tetto apribile.
La carrozzeria a 4 porte differiva completamente dalle precedenti, come appare evidente dalla foto qui a fianco, così come il motore. Il Fiat 108C è un 4 cilindri in linea a benzina a valvole in testa da 1089 cm³ (da cui la denominazione 1100) da 32 CV a 4.400 giri/min, accoppiato ad un cambio a 4 marce più retromarcia, capace di spingere la vettura a 110 km/h. La sospensione anteriore era a ruote indipendenti, con bracci trasversali, molle elicoidali e ammortizzatori idraulici a bagno d'olio racchiusi in un "astuccio" mentre la posteriore ad assale rigido con molle a balestra.
Nel 1938 venne realizzata la Fiat 508L (Lungo), una 508C con passo allungato e 6 posti, due dei quali su strapuntini ripiegabili a scomparsa dietro i sedili anteriori. Ne vennero prodotte due versioni: una berlina in tutto simile al modello classico (compresa l'apertura delle porte), ma con la terza luce in fondo alla fiancata; un taxi con divisoria alle spalle del conducente – costituita da cristalli scorrevoli – e con un piantone sulle fiancate, in corrispondenza della divisoria, sul quale erano incernierate le porte che si aprivano così nel verso opposto rispetto alle berline a 4 e 6 posti

## Versioni

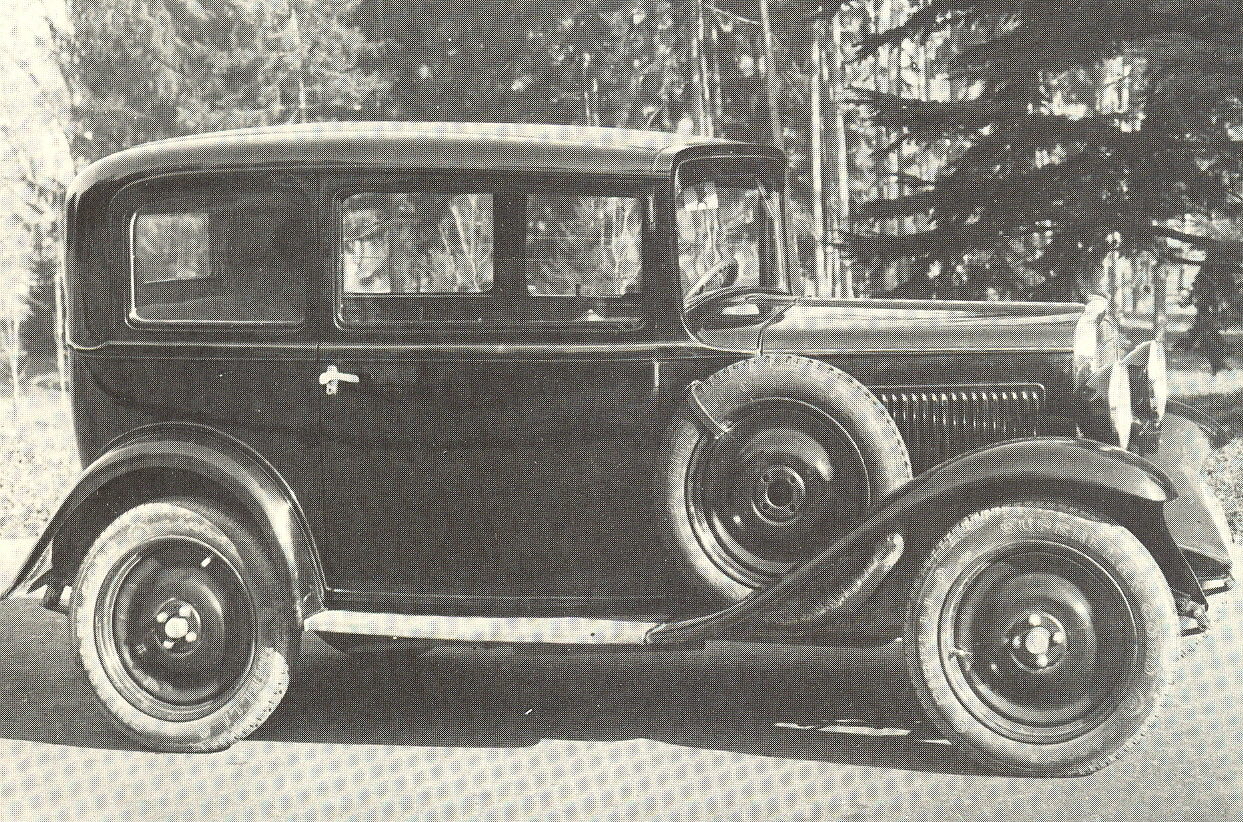
La Fiat 508 Balilla berlina del 1932

- La Fiat 508 Balilla berlina del 1932Berlina: fu il primo modello a nascere nel 1932; a due porte, 4 posti e 3 marce; i sedili anteriori, scorrevoli, erano ribaltabili in avanti per accedere alla panchetta posteriore; portiere con cristalli scendenti a manovella; parabrezza apribile a compasso dotato di tergicristallo elettrico; interni in panno e tappeti in gomma; tra gli accessori erano presenti lo specchietto retrovisore, lampada centrale, portabagagli esterno e ruota di scorta sul parafango sinistro. L'allestimento "Lusso" prevedeva interni in panno speciale, paraurti e fari, pedane e calandra cromate, come la pomelleria ed i coprimozzi delle ruote. Nel 1934 fu presentata la nuova versione 4 marce, con carrozzeria più aerodinamica disponibile anche a quattro porte. Nel giugno dello stesso anno la quattro porte venne ulteriormente modificata nella carrozzeria, con modifiche sensibili alla calandra ed all'inclinazione del parabrezza (che indicano già la strada intrapresa poi con la Fiat 508C), e divenne l'unico modello di berlina in produzione, disponibile anche in allestimento "Lusso".Fiat 508B Spider.

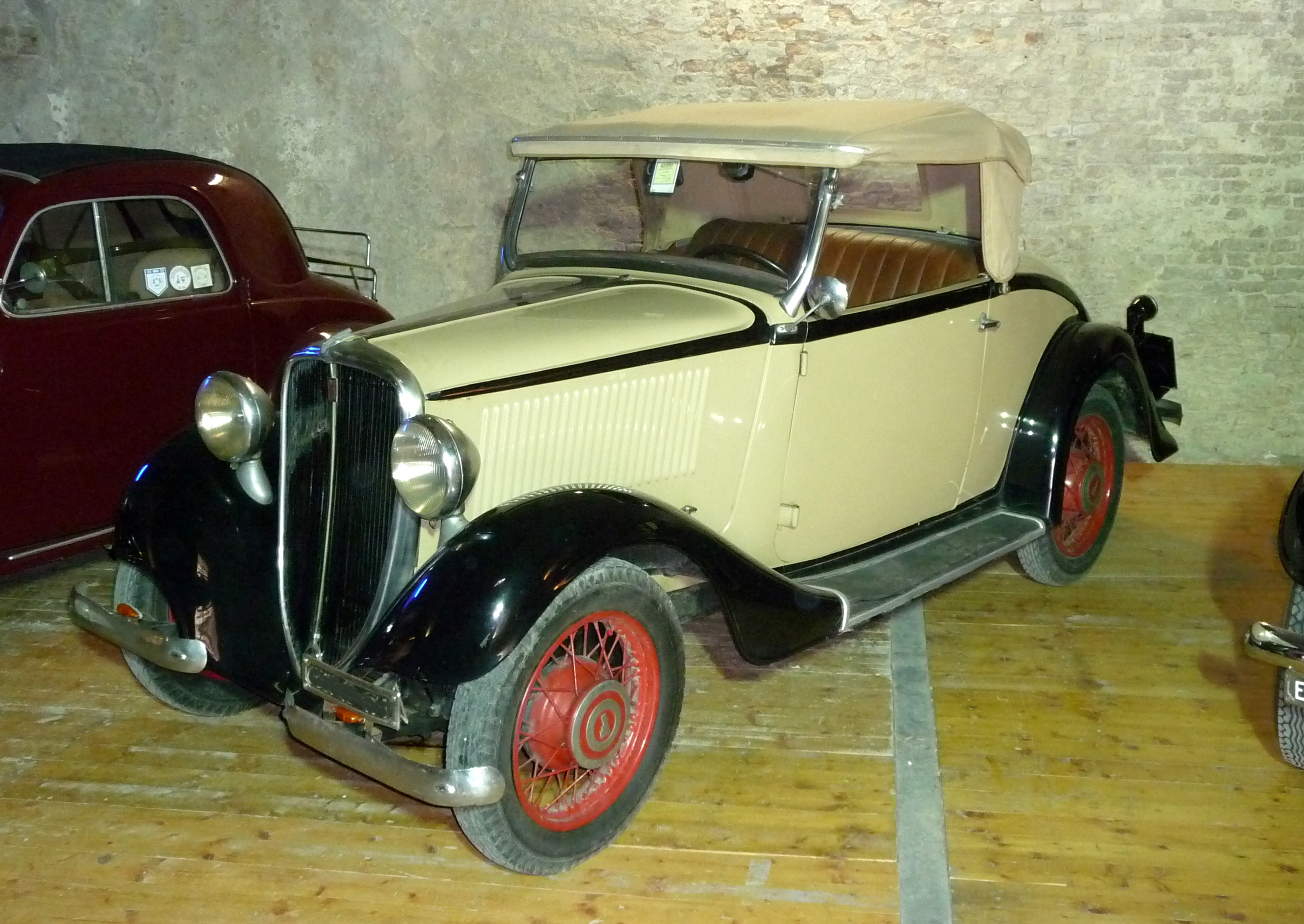
Fiat 508B Spider.

- Spider: a due posti affiancati, a 3 marce; i sedili erano in pelle; il parabrezza era abbattibile e la capote in tela riponibile in apposita sacca. Disponibile anche in allestimento "Lusso". Dal 1934 fu disponibile con cambio a 4+1 marce, esteticamente immutata.
- Torpedo: prodotta dal 1933; a quattro posti e quattro porte; 3+1 marce; disponibile solo nell'allestimento "Lusso"; rispetto alla Spider aveva selleria ed ebanisteria foderata in pelle colorata, montanti del parabrezza cromati, capote in tela con archi in legno e metallo cromato con apposito sacco-custodia, pedane in gomma e cerniere cromate. Dal 1934 fu disponibile con cambio a 4+1 marce, esteticamente immutata.
- Torpedo Coloniale: si tratta della normale Torpedo con pneumatici maggiorati e colorazione sabbia.

- Spider Sport: spider a due posti sfalsati; a 3 marce; la carrozzeria bassa e morbida per una guida "gomito fuori", con la caratteristica coda da insetto, fu disegnata nel 1933 dalla Ghia ispirandosi alle spider inglesi dell'epoca; il carburatore Zenith 30 VEIZ ed il rapporto di compressione aumentato a 7:1 portarono la potenza a 30 CV a 4.000 giri/min con un rapporto al ponte di 10/43; la Spider Sport raggiungeva così i 110 Km/h. Fu prodotta anche dalla NSU di Neckarsulm, dalla Walter di Praga e dalla Fiat-France. La Fiat 508S, disegnata da Mario Revelli e conosciuta come "Coppa d'Oro", è la più ricercata dai collezionisti. Dal 1934 fu realizzata con cambio a 4 marce, distribuzione con valvole in testa ed altre modifiche del dettaglio, che portarono la potenza a 36 CV. Le modifiche alla carrozzeria riguardavano nel particolare la coda, più affusolata. Disponibile in allestimento "Corse".Una Fiat 508 S "Balilla" Berlinetta Mille Miglia

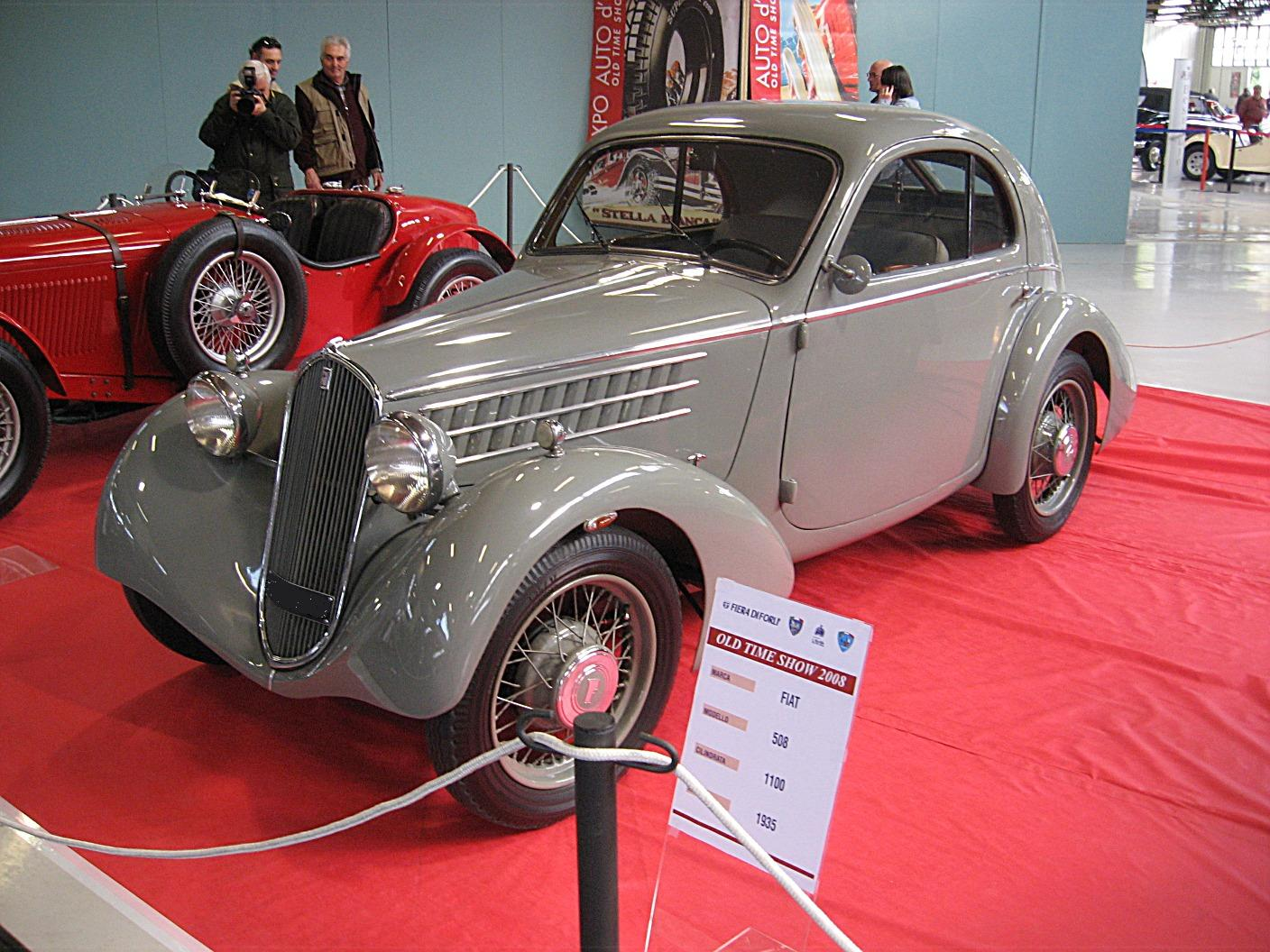
Una Fiat 508 S "Balilla" Berlinetta Mille Miglia

- Berlinetta Mille Miglia (coupé): lanciata nel 1935, la meccanica è quella della Spider Sport del 1934 con motore Fiat 108CS, mentre la carrozzeria è quella di una berlinetta biposto aerodinamica, pensata per le corse in climi rigidi come appunto la Mille Miglia. La soluzione risultò troppo pesante, non risultante competitiva rispetto alla Spider Sport.
- Berlina 4 porte con motore 108CS: tra le innovazioni del 1934 a tutta la gamma Balilla, alle versioni "Lusso" ne venne aggiunta una per la Berlina 4 porte con guida a destra, ruote a raggi, rapporto di compressione diminuito a 6,8:1 e potenza ridotta a 34 CV per 765 kg di peso.Un Fiat 508 Camioncino.

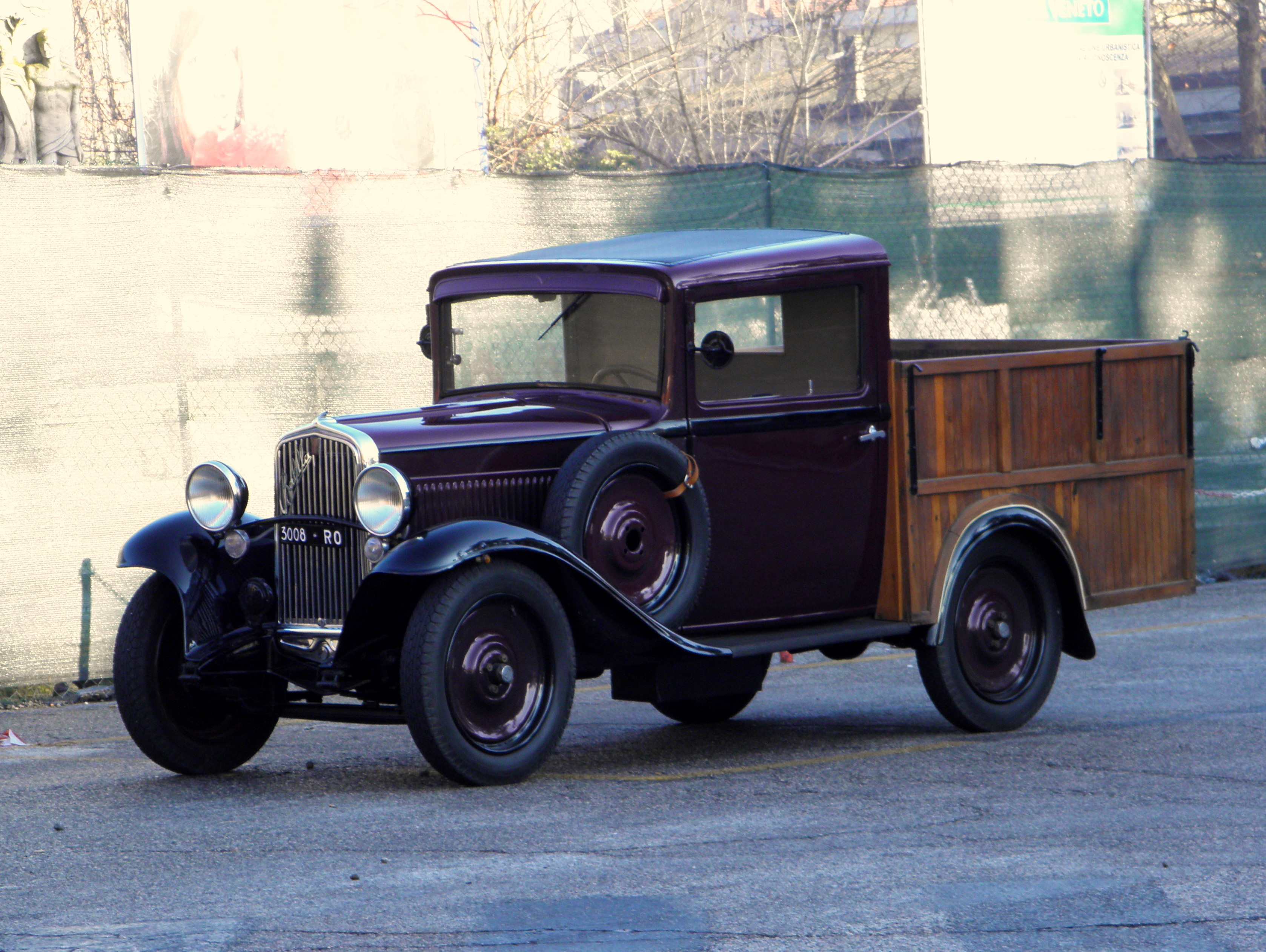
Un Fiat 508 Camioncino.

- Balilla Van: autocarro leggero di grande successo, basato sia sulla versione 508A (a 3 marce) che sulla 508B (a 4 marce). Era disponibile sia in versione Camioncino con cassone in legno da 350 kg circa di carico, sia in versione "Furgoncino" in metallo.
- Fiat 508 Militare: a 3 e 4 marce (derivato dalla 508A e dalla 508B), prodotta in versione spider, torpedo e camioncino per il Regio Esercito[5].La versione spider militare della FIAT 508

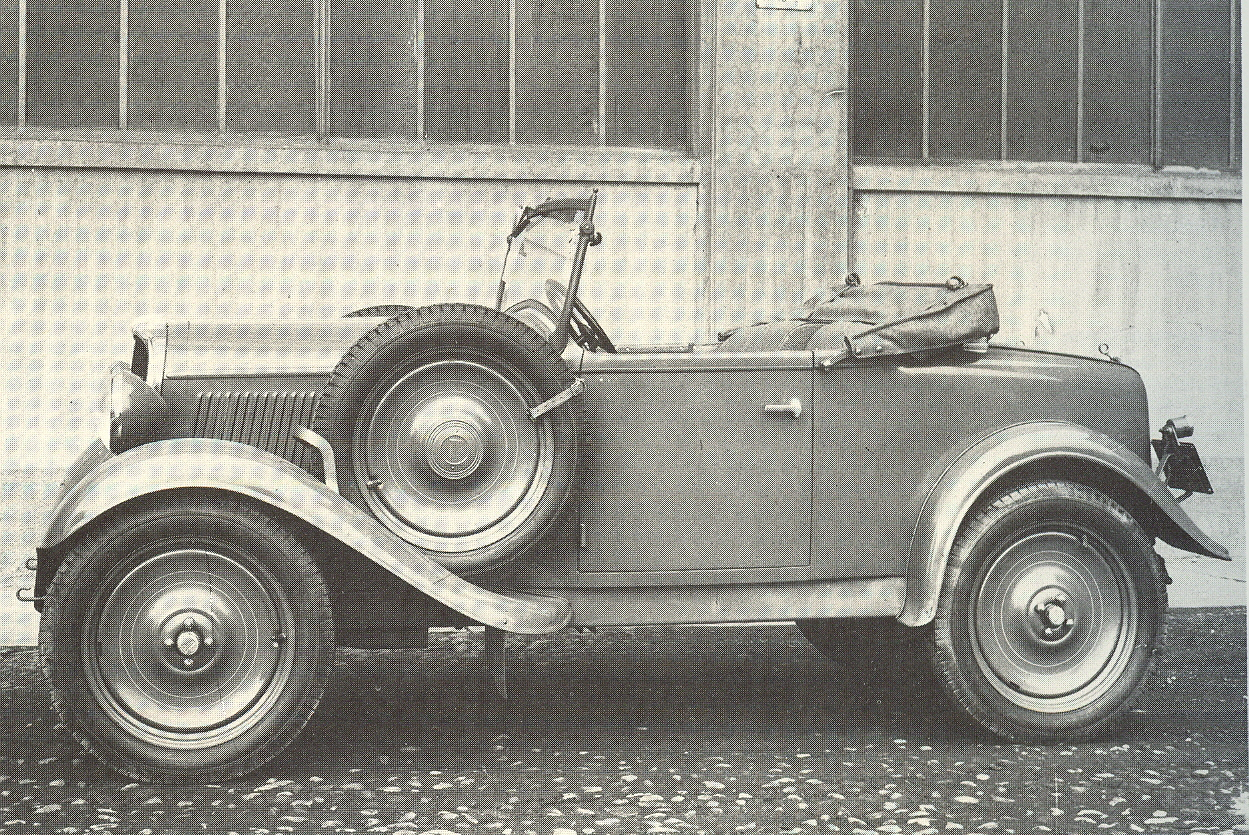
La versione spider militare della FIAT 508

- Fiat 508CM: derivato militare della 508C, prodotto anche nelle varianti "Coloniale" e "Berlina FO".

## Produzioni su licenza

### Polski Fiat 508

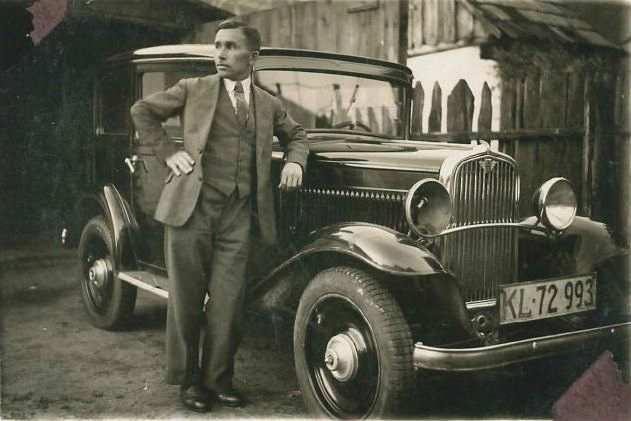
Polski Fiat 508 I.

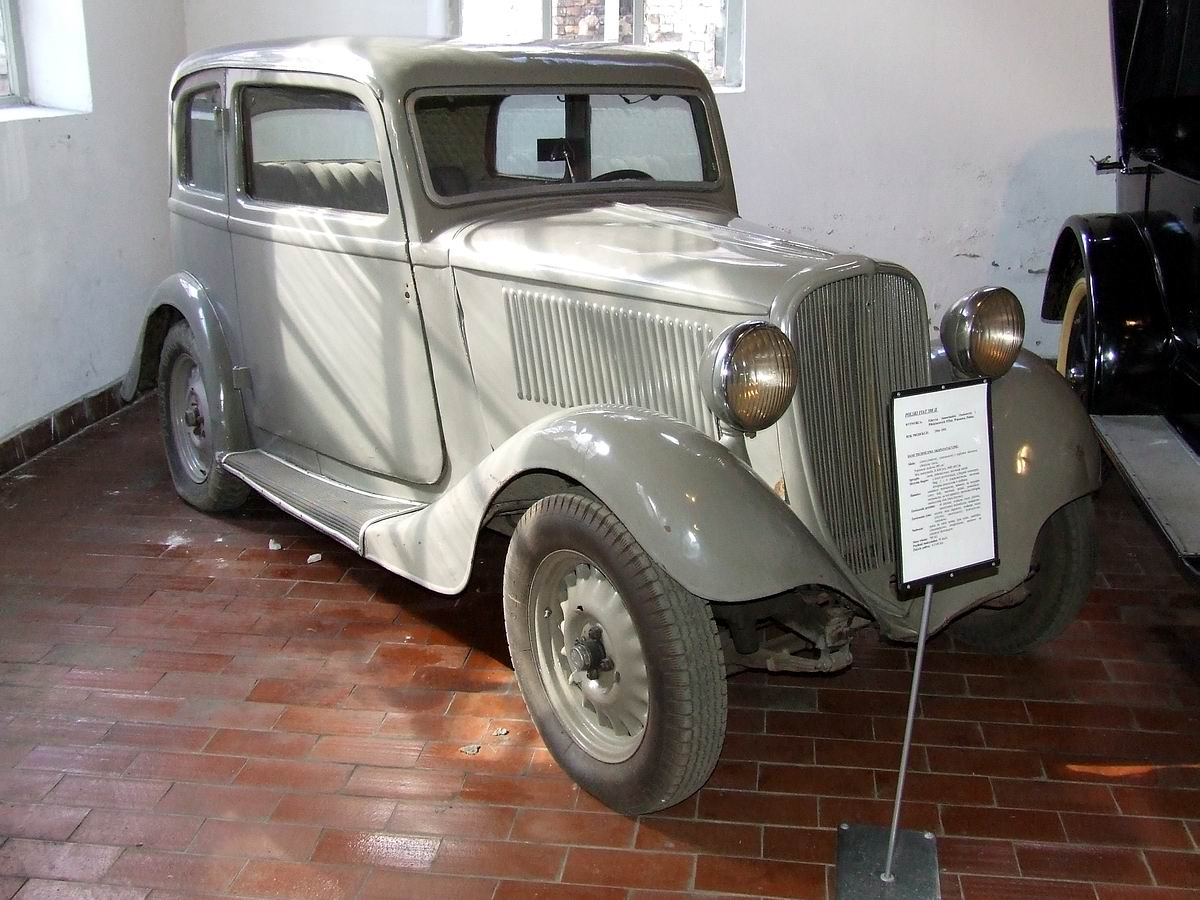
Polski Fiat 508 II.

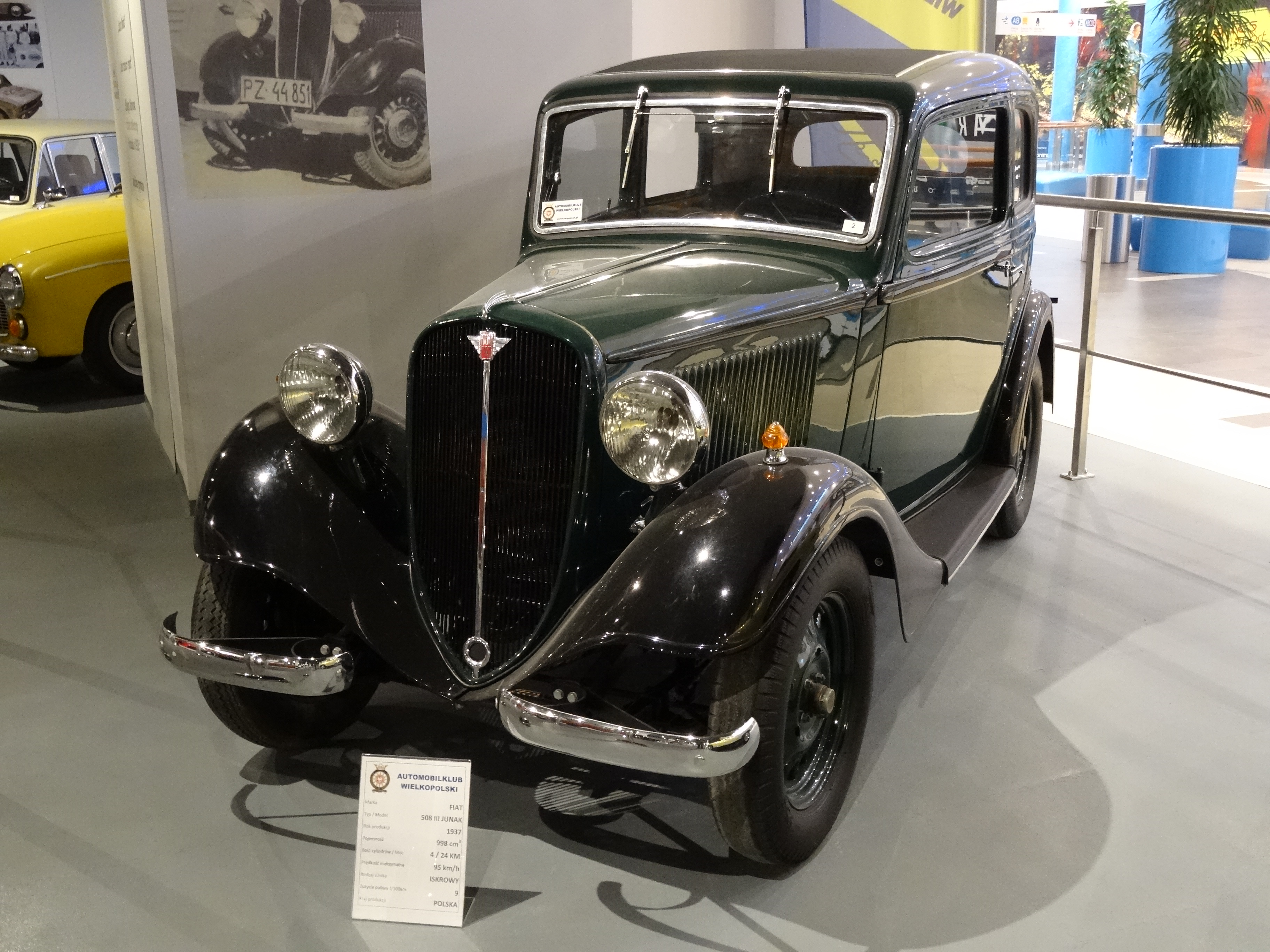
Polski Fiat 508 III Junak.

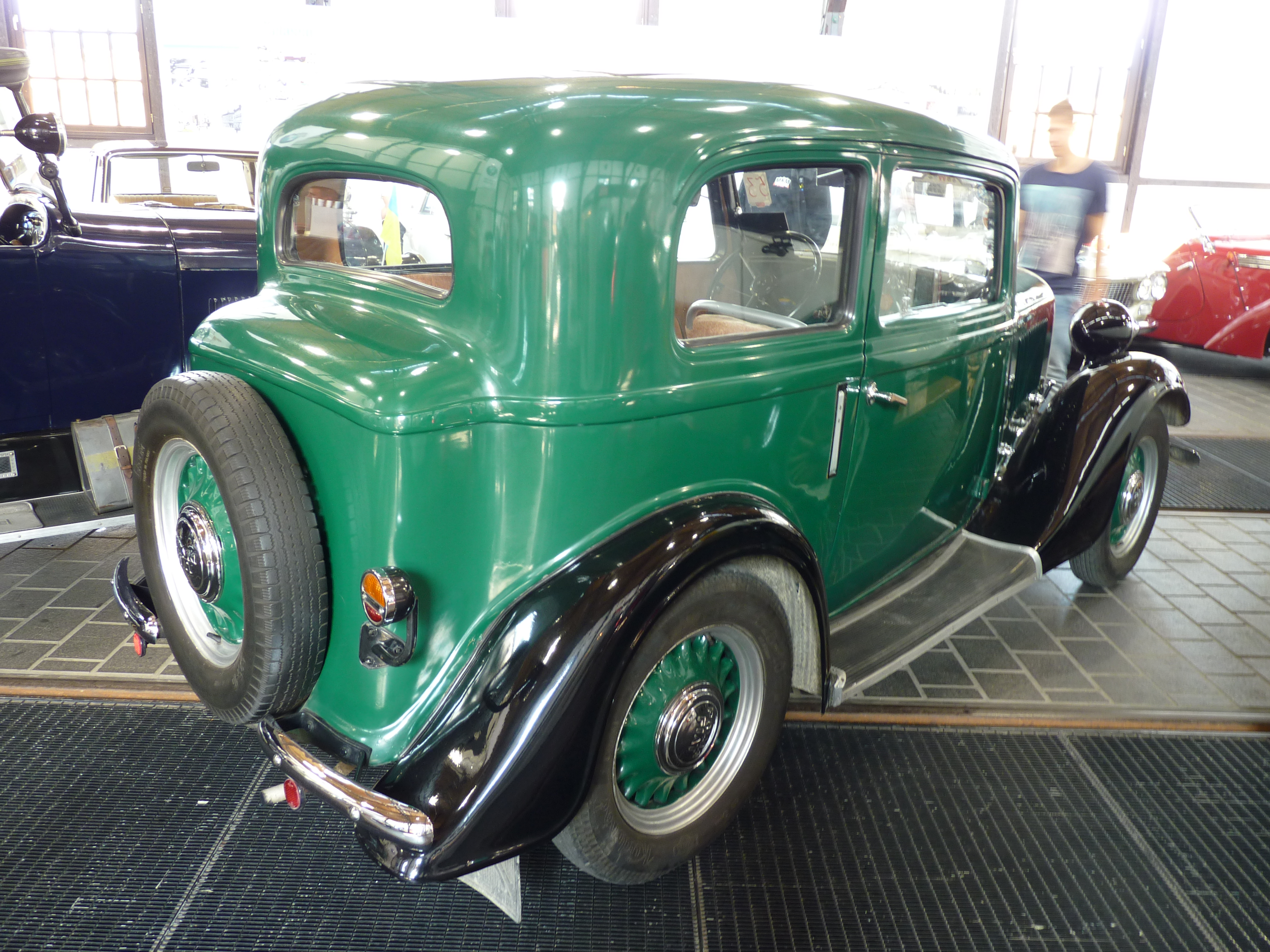
Polski Fiat 508 III Junak, vista posteriore.

L'azienda statale Państwowe Zakłady Inżynierii di Varsavia il 21 settembre 1931 ottenne la licenza Fiat per l'assemblaggio e, in seguito, la produzione della 508. La piccola vettura divenne l'auto più diffusa sulle strade polacche negli anni trenta.
La prima versione assemblata in Polonia, designata Polski Fiat 508 I, montava il motore da 1 litro da 20 hp ed il cambio a tre marce. Gradualmente, con l'avanzamento delle industrie locali, i componenti forgiati ed in fusione italiani vennero sostituiti da pezzi prodotti in Polonia.
Nel 1934 anche la PZInż iniziò la produzione della 508 B, adattata però alle condizioni delle strade polacche (spesso inesistenti): il telaio e le sospensioni vennero irrobustite e vennero montate ruote con pneumatici più larghi e del telaio. Questo modello, assemblato tra il 1934 ed il 1935, venne denominato 508 II.
Nel giugno 1935 la PZInż lanciò la serie migliorata 508 III, che il 12 febbraio 1936 venne battezzata ufficialmente Junak. Telaio e carrozzeria erano in acciaio, senza componenti in legno, ed il tettuccio apribile in tela. Le linee della carrozzeria erano arrotondate, così come quelle della griglia del radiatore e del bagagliaio (accessibile dall'interno). La ruota di scorta venne spostata dal parafango alla parte posteriore del bagagliaio. Venne realizzata anche una versione pick-up ed un veicolo tattico leggero per l'esercito polacco, la Polski Fiat 508 Łazik. Alla fine del 1938 oltre il 95% delle componenti erano di produzione nazionale, mentre venivano ancora importati i carburatori, le cinghie di distribuzione ed i cuscinetti. La Junak berlina raggiungeva una velocità massima di 100 km/h, con un consumo di 8 l/100 km, mentre la 508 III versione autocarro rispettivamente 85 km/h e 10-12 l/100 km.
Gli stabilimenti della Półciężarowych Państwowych Zakładów Inżynierii produssero, dal 1935 al 1939, un totale di circa 3.500 Polski Fiat 508 III Junak, 1.000 telai nudi, 2.500 versioni derivate tra militari, furgoni, pick-up e 508/518. Il prezzo di una Junak era di 5.400 zł nel 1936, 4.950 zł nel 1939.

### Fiat-NSU
In Germania, il disastroso stato della sua economia costrinse la fabbrica di motociclette NSU Motorenwerke AG a rinunciare all'ambizione di produrre automobili ed a cedere i propri impianti per la produzione automobilistica ad un'azienda che ne avesse fondi e capacità. La NSU prese contatti con la Fiat, che nel 1929 acquistò i nuovi stabilimenti di Heilbronn per la somma di un milione di marchi. La 508 Balilla fu uno dei primi due modelli ad essere prodotti nell'impianto, con la denominazione Fiat-NSU tra il 1934 ed il 1938 e NSU-Fiat dal 1938 al 1941 (anche se il diritto della Fiat di utilizzare il nome NSU su una propria autovettura assemblata in Germania sarebbe stata, 25 anni dopo, oggetto di lunghe dispute legali).
La produzione venne interrotta dallo scoppio della seconda guerra mondiale. Non esistono statistiche precise sulle dimensioni della produzione, ma circa 11.000 Fiat 508 vennero prodotte dai tedeschi tra il 1934 ed il 1941, delle quali circa 6.000 tra il 1934 ed il 1938, sia delle versioni 508A che 508B.

### SIMCA-Fiat 6CV
La Balilla assemblata su licenza in Francia dal 1932 al 1937, in seguito ricordata come la prima Simca-Fiat, fu presentata il 18 settembre 1932.
Quando il modello venne rimpiazzato in Francia dalla Simca 8 (basata sulla versione successiva della Balilla, la Fiat 1100), tra SIMCA di Nanterre e SAFAF di Suresnes erano state realizzati in totale 26.472 esemplari fino nel 1937.

### Walter Junior
La 508 venne prodotta anche a Jinonice, un quartiere di Praga, capitale della Cecoslovacchia, dalla Walter Engines, con la denominazione Walter Junior. La produzione iniziò nell'autunno del 1932; fino al 1936, vennero realizzati circa 1.000 veicoli, tutti con cambio a tre marce. Il prezzo per una berlina a due porte partiva da 27.500 Kčs.

## Veicoli derivati
Impiegando come base il telaio e la meccanica della Fiat 508C, la fabbrica portoghese Fábricas Metalúrgicas Alba realizzo l'Alba 1500, una roadster da competizione.